# Скульптура Бангладеш
Скульптура является неотъемлемой частью  культуры Бангладеш. Территория Бангладеш временами была важным центром, влиявшим на каменную скульптуру в Южной Азии, особенно в период после государства Гуптов и в средневековье. Терракотовые рельефы — особая характерная черта местных индуистских храмов (с фигурами) и мечетей (без фигур) последних столетий.
Самые ранние скульптуры, обнаруженные в Бангладеш, датируются III веком до нашей эры. С древних времен скульптуры служили существенным проявлением глубокого наследия культуры и истории Бангладеш.

## Историческое значение
Скульптуры были ключевым источником передачи исторической самобытности древней Бангладеш. Несмотря на то, что искусство скульптуры в Бангладеш зародилось почти 2500 лет назад, оно в основном процветало во времена династий Гупта, Пала и Сена, которые относятся к раннему средневековью (1—1200 годы нашей эры).

### Скульптуры Гуптов

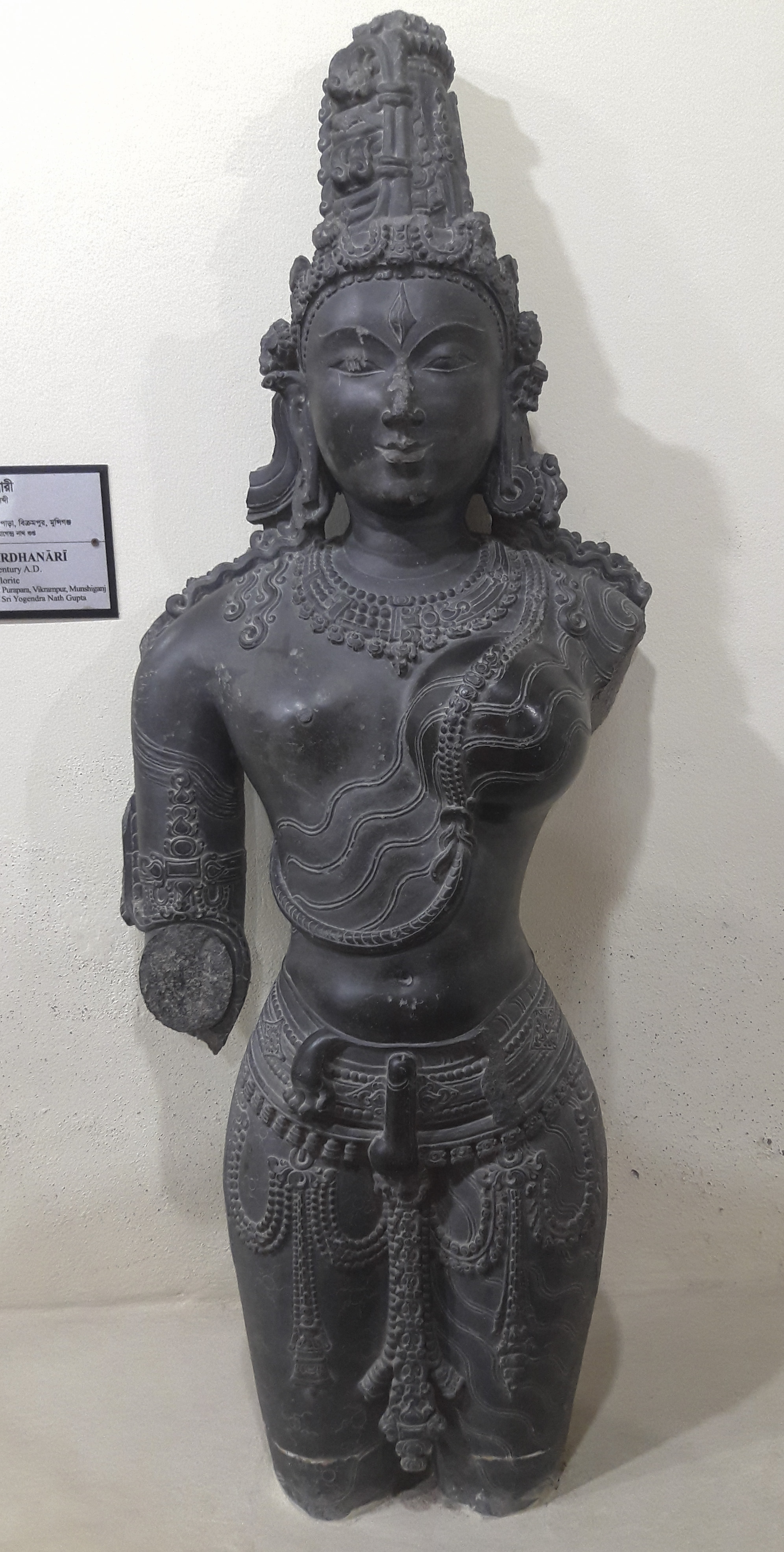
Скульптура в Исследовательском музее Варендры

Правители Гуптов были верными вайшнавами, и ранние скульптуры Гуптов в основном представляют собой изображения Вишну или какого-либо из его воплощений. Самым ранним примером этого, по-видимому, является изображение Вишну из Махмойла Багмара в округе Раджшахи, вырезанное из серого песчаника. На изображении показана изломанная форма бога в строгой фронтально стоящей позе. Хотя моделирование и знаковые особенности выдают в изображении стиль ранней Гупта, его эстетические достижения настолько незначительны, что стилистически его можно поместить в точку перехода между кушанской и гуптской фазами. Изображение сохранилось вместе с рядом других Вишну периода Гуптов в Исследовательском музее Варендры. Скульптуры Гуптов в Бангладеш в основном представляют собой иконы, а их формы определялись характеристиками богов, предписанными жрецами Центральной Индии.

### Скульптуры Пала

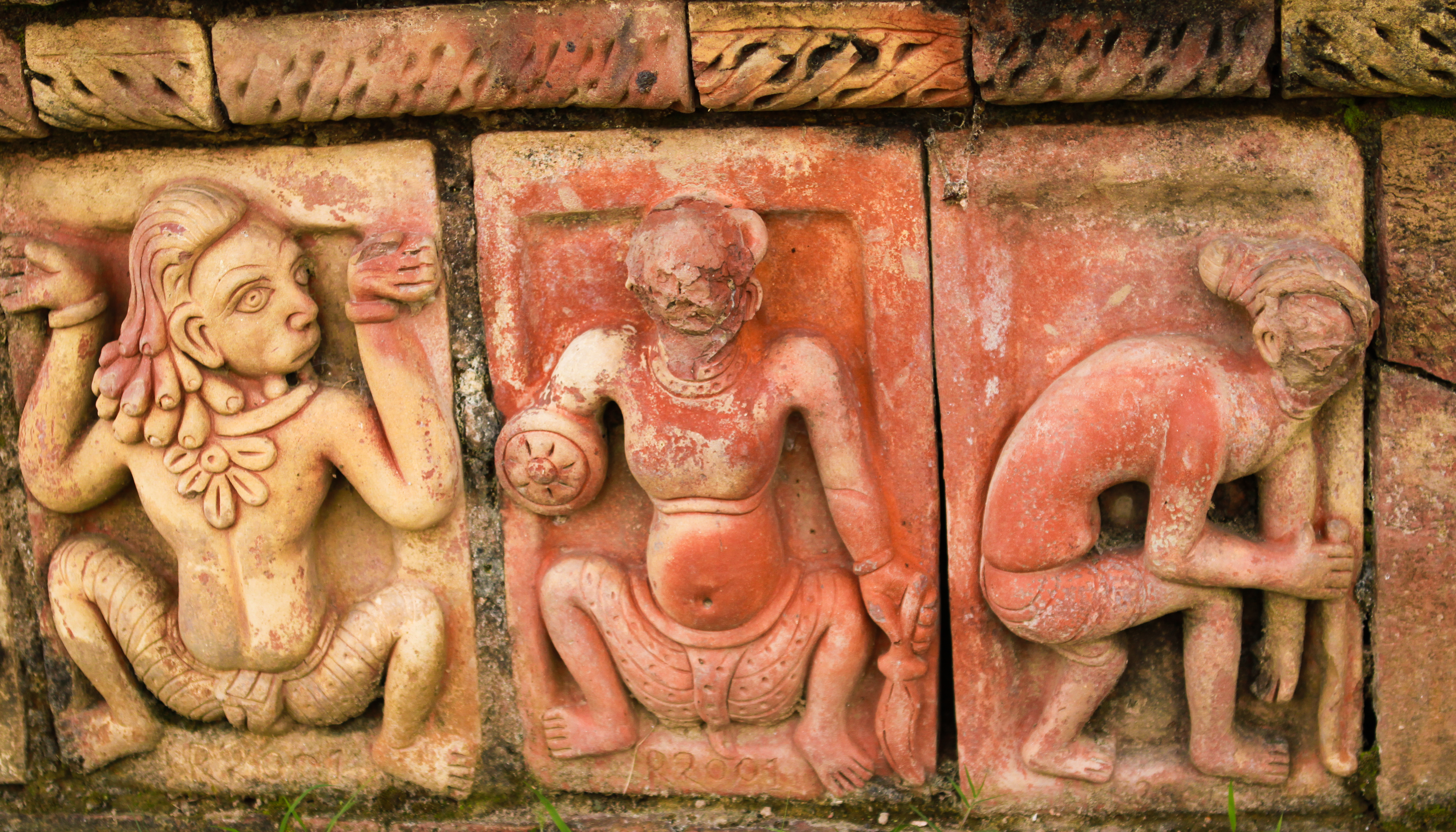
Терракотовая скульптура в Пахарпуре

В течение более чем четырехсотлетнего правления династии Пала (VIII—XII века нашей эры) в разных регионах обширной империи Бангладеш одновременно процветало множество центров скульптурного искусства. Продукция этих центров была не только разнообразна, но и многочисленна. Были обнаружены тысячи скульптур этого периода, и сейчас они составляют часть коллекций ряда музеев Бангладеш. Многие из них также попали музеи Европы и Америки. Большинство этих скульптур были найдены при раскопках в Сомапуре Махавихаре. Скульптура Палы берет свое начало от стиля позднего Гупта, но позже отклонилась от него.

### Скульптуры Сены
Большое количество скульптур, изображающих индуистских богов и богинь, относится к этапу художественной деятельности, начавшемуся при правителях Сены (ок. 1097—1223 годы нашей эры). С художественной точки зрения скульптура Сены является продолжением стиля Пала, который был в моде до конца XI века нашей эры. Стройная форма тела скульптуры позднего периода Пала сохраняется и в период Сена, но качество моделирования заметно ухудшилось.

## Материалы
Большинство древних скульптур, обнаруженных в Бангладеш, сделаны из терракоты, бронзы, чёрного камня и т. д. Самые ранние скульптуры были сделаны из терракоты ещё в III веке до нашей эры. Тенденция использования бронзы для скульптур началась с VII века. Скульптуры из чёрного камня также возникли в этот период.

### Терракота
История терракотовой скульптуры в Бангладеш начинается с эпохи Маурьев (324—187 до нашей эры). Считается, что в домаурьевские времена доминировали статуи Матрики (Богини-матери). Судя по представлению и эстетическому стандарту скульптуры Маурьев, можно сделать вывод, что это искусство имело долгое и непрерывное наследие. Эти скульптуры стали гораздо более элегантными, изысканными, стройными и мирскими во II и I веках до нашей эры.

### Бронза

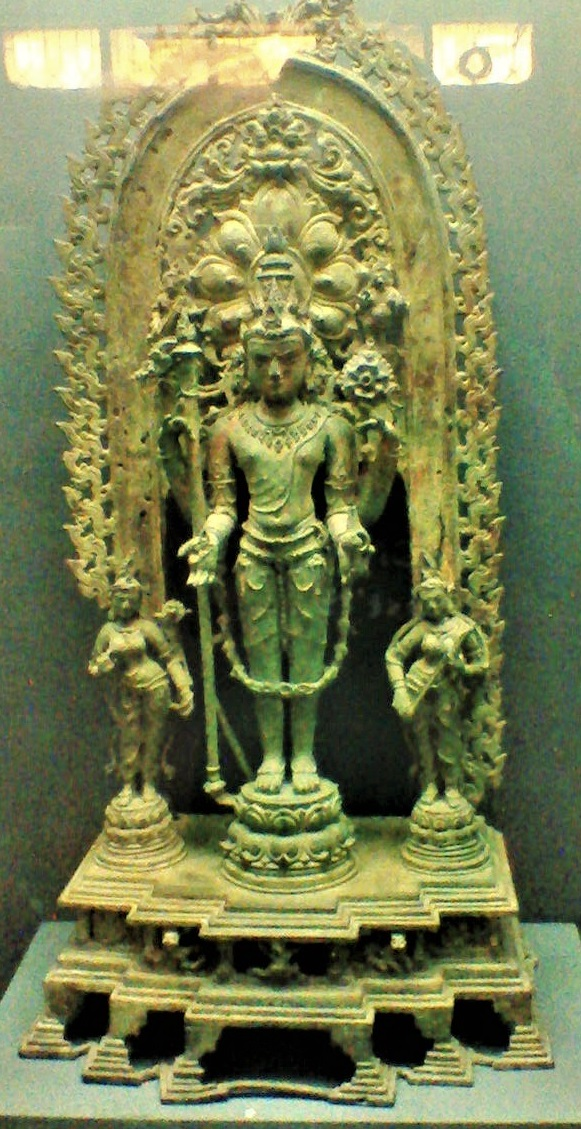
Бронзовая статуя Вишну с Лакшми и Сарасвати, Национальный музей Бангладеш

Тенденция использования бронзы в скульптурах началась в VII веке нашей эры, в основном в регионе Читтагонг. Поскольку в этом регионе преобладали буддисты, большинство этих самых ранних бронзовых скульптур были изображениями Гаутамы Будды. Однако позже из бронзы стали изготавливать и скульптуры, изображающие индуистских божеств.

### Камень

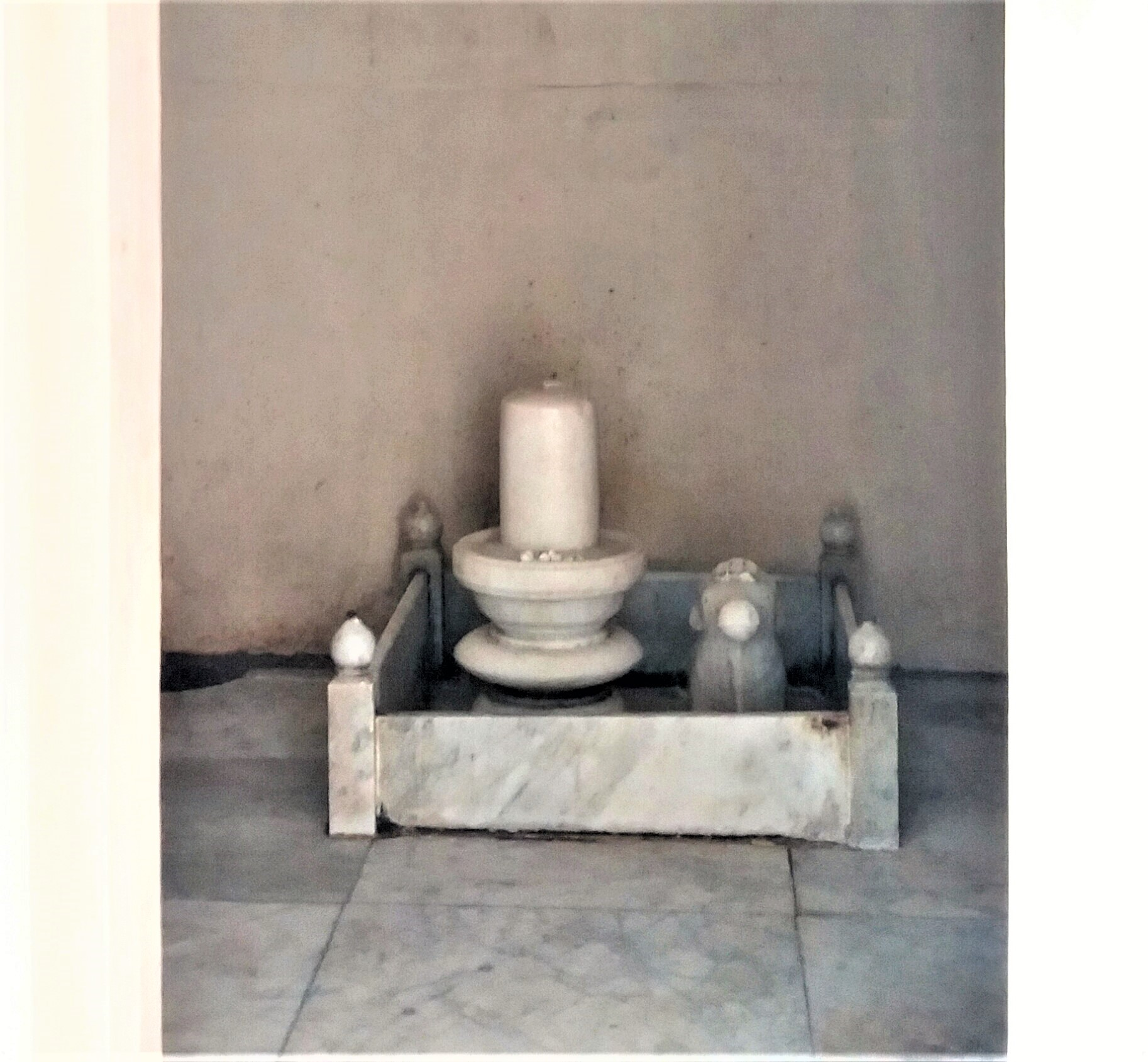
Лингам Шивы с Нанди, белый камень, храм Дакешвари

Каменных скульптур, обнаруженных в Бангладеш и относящихся к первым трём векам нашей эры, немного. Эти скульптуры в целом представляют собой стиль, который в развитии искусства Северной Индии был признан родственным кушанскому. Центром искусства был город Матхура, где в тот период эволюционировали изображения божеств, которым поклонялись последователи трех основных религий того времени, а именно брахманизма, буддизма и джайнизма.

## Религиозные изображения
Скульптуры Бангладеш, особенно относящиеся к древнему и раннему средневековью, в основном изображают индуистские божества и божества, которым поклоняются буддисты, особенно Гаутаму Будду. Таким образом, эти скульптуры можно разделить на две основные категории, учитывая их религиозное значение.

### Индуистские скульптуры

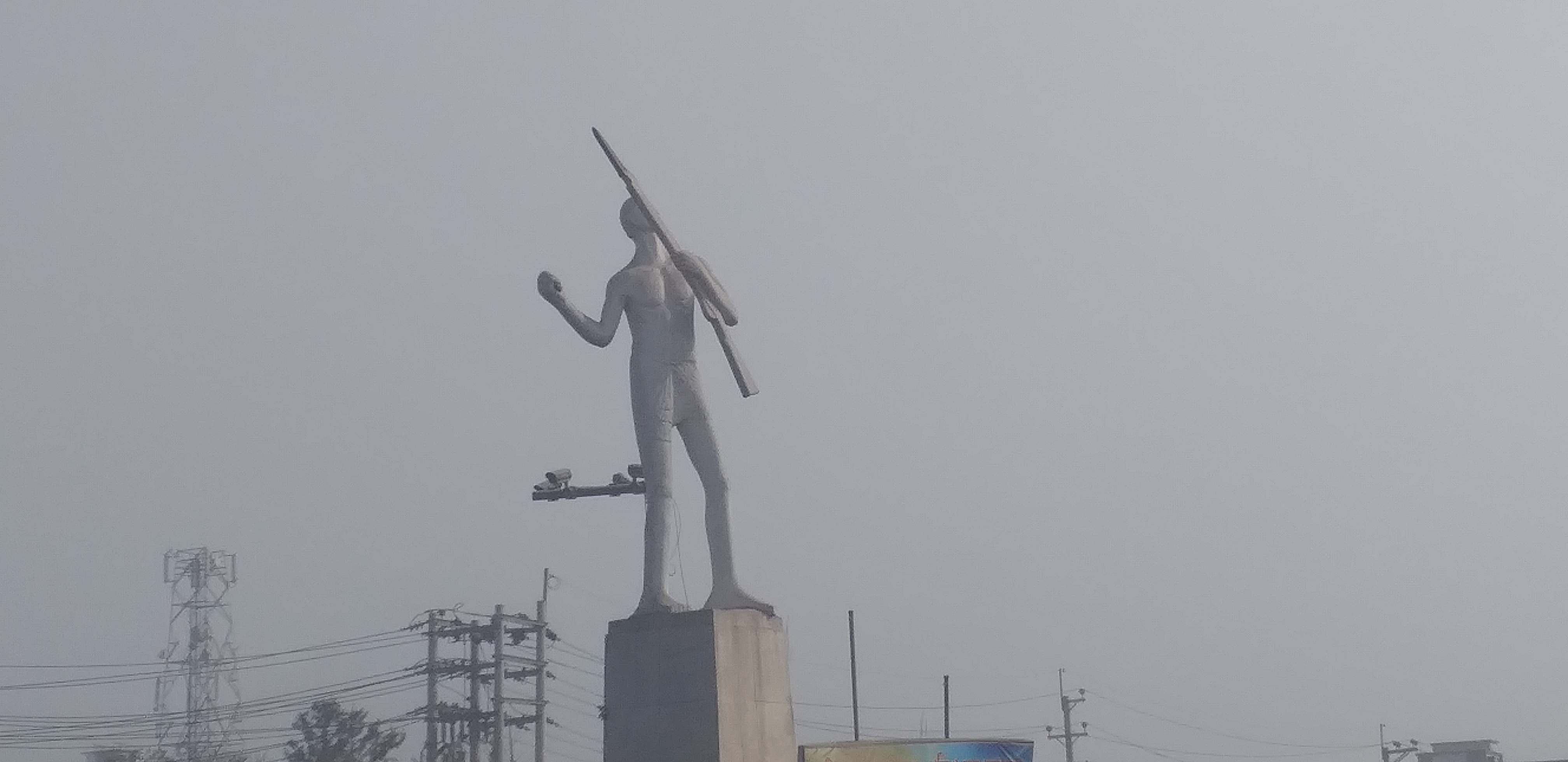
Джагрото Човронги

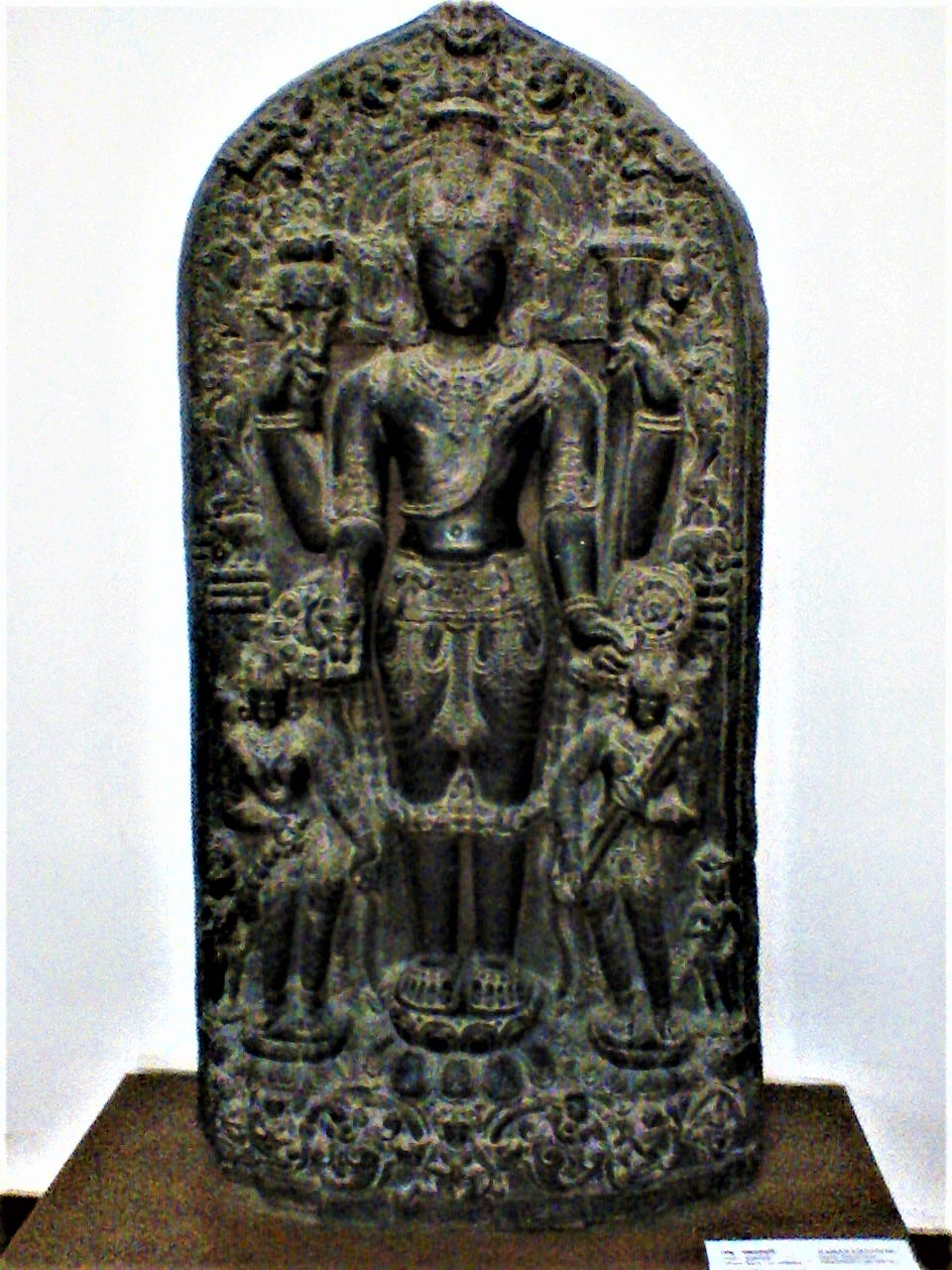
Каменная скульптура Вишну, Национальный музей Бангладеш

В эту категорию попадают cкульптуры, изображающие индуистское божество. Считается, что начало искусства индуистской скульптуры относится к периоду Гуптов. Большинство этих скульптур изображают индуистское божество по имени Вишну. Многие из них также изображают божества, а именно Дургу, Брахму, Ганешу и других. Фигура Махишамардини из Сарсабаза, Богра, сейчас находящаяся в музее Махастхангарха, является великолепным ранним изображением божества.

### Буддийские скульптуры

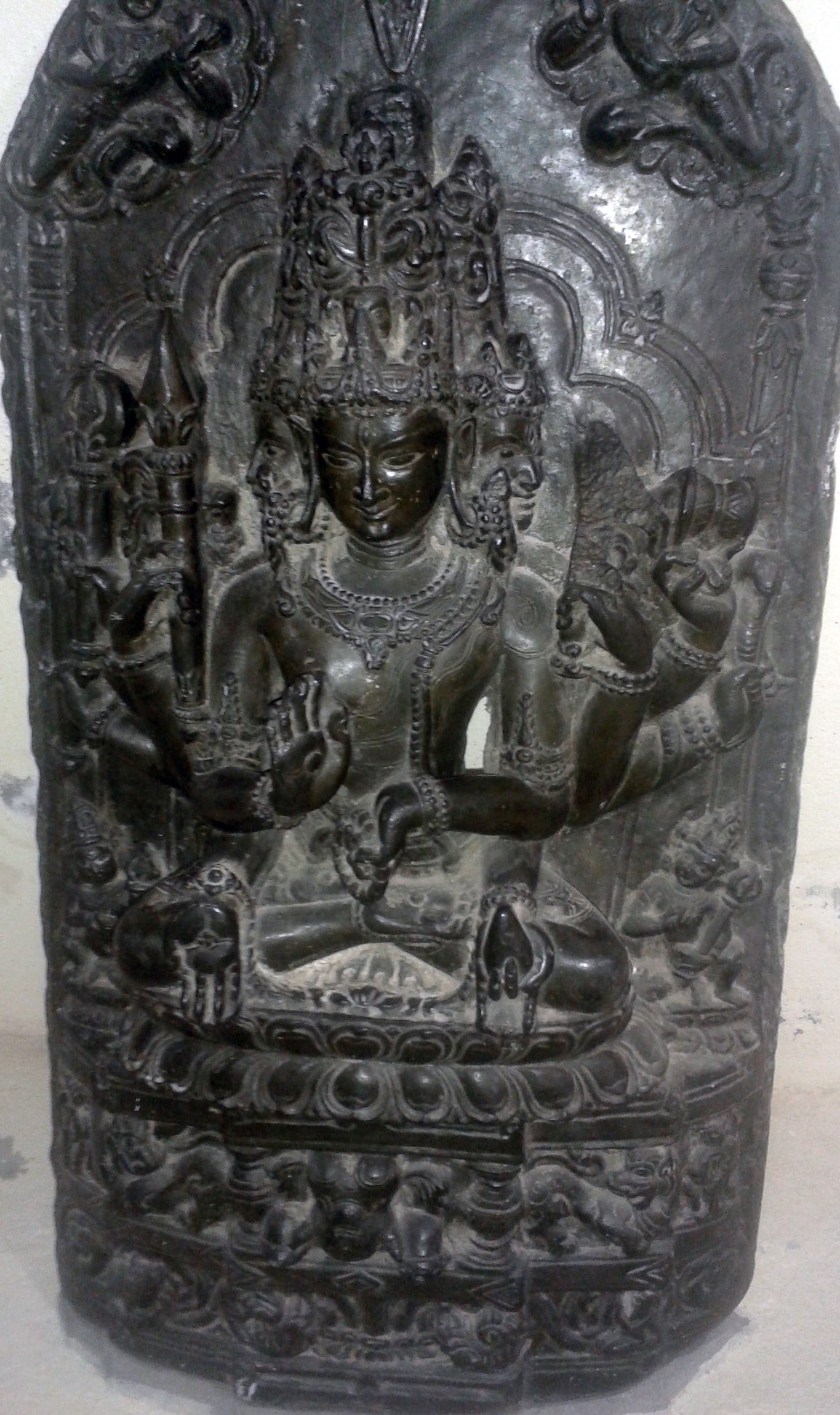
Буддийские статуи, Исследовательский музей Варендры

Эти скульптуры в основном показывают Гаутаму Будду и буддийские верования. Считается, что самые старые буддийские скульптуры в Бангладеш относятся к древнему королевству Пундравардхана. Эти скульптуры обнаружены на археологических памятниках, большинство из которых расположены в бангладешских областях Раджшахи и Рангпур.

## Современные скульптуры
Скульптуры, созданные после обретения Бангладеш независимости, можно отнести к современным скульптурам. Многие из этих скульптур изображают доблестную борьбу бангладешцев во время войны за независимость. Некоторые известные монументы, изображающие освободительную войну, — это Апараджейо Бангла, Шабаш Бангладеш, Джагрото Човронги.